# 高圧ガス製造保安責任者
高圧ガス製造保安責任者（こうあつがすせいぞうほあんせきにんしゃ）とは、高圧ガスに関する第一種製造者等に当たる事業所において、保安のために設置しなければならない各職務に選任されるための国家資格、および免状を交付された者の総称である。
具体的な免状には、甲種化学責任者免状、第一種冷凍機械責任者免状等があり、免状の種類に応じて、保安統括者、保安技術管理者等の職務に就くことが出来る。

## 免状の種類
いずれの免状も、国家試験に合格することのみが、その交付条件となっている。ただし、幾つかの場合においては、選任の時点で高圧ガスの製造に関する経験が必要である。
- 化学及び機械
  - 甲種化学・甲種機械責任者
    - 石油化学等コンビナート高圧ガス製造事業所において、製造に係る保安の統括的な業務を行う者に必要な資格で、高圧ガスの種類及び製造施設の規模についての制限はないので、保安技術管理者、保安主任者及び保安係員に選任され、全ての製造施設に関する保安に携わることができる。

  - 乙種化学・乙種機械責任者
    - 石油化学等コンビナート高圧ガス製造事業所において、製造に係る保安の統括的又は実務的な業務を行う者に必要な資格で、高圧ガスの種類については制限はないが、製造施設の規模により、保安技術管理者に選任される場合に限り制限がある。保安主任者及び保安係員に選任される場合の製造施設の規模の制限はなく、これらの条件の下で、高圧ガスの製造施設に関する保安に携わることができる。

  - 丙種化学(液化石油ガス)責任者
    - 主として、LPガスの製造事業所、充てん事業所、LPガススタンド等において、LPガスの製造に係る保安の統括的又は実務的な業務を行う者に必要な資格で、LPガスの製造施設の規模により、保安技術管理者に選任される場合に限りその規模の制限を受けるが、保安主任者及び保安係員に選任される場合は、その規模の制限は受けない。また、所定の経験によりLPガス以外の高圧ガス製造施設の保安係員にも選任されることができ、これらの条件の下で、高圧ガスの製造施設に関する保安に携わることができる。

  - 丙種化学(特別試験科目)責任者
    - 石油化学等コンビナート製造事業所、充てん事業所、天然ガススタンド等において、製造に係る保安の実務的な業務を行う者に必要な資格で、高圧ガスの種類及び製造施設の規模については制限を受けないが、この資格は保安係員のみに選任され、高圧ガスの製造施設に関する保安に携わることができる。
- 冷凍機械
  - 第一種冷凍機械責任者
    - 冷凍にかかわる全ての高圧ガス製造施設に関する保安に携わることができる(冷媒ガスの種類制限はない。以下第二種冷凍・第三種冷凍においても同じ)。

  - 第二種冷凍機械責任者
    - 一日の冷凍能力が300トン未満の製造施設に関する保安に携わることができる。

  - 第三種冷凍機械責任者
    - 一日の冷凍能力が100トン未満の製造施設に関する保安に携わることができる。

### 職務範囲
高圧ガス保安法および液石法における法定責任者と選任できる免状の種類は以下の通り。
| 保有資格        | 保有資格     | 法定責任者      | 法定責任者  | 法定責任者 | 法定責任者      | 法定責任者 | 法定責任者 | 法定責任者  | 法定責任者  | 法定責任者  | 法定責任者      | 法定責任者  | 法定責任者 | 法定責任者    |
| 保有資格        | 保有資格     | 保安技術 管理者 | 保安 主任者 | 保安 係員  | 冷凍保安 責任者 | 販売主任者 | 販売主任者 | 業務 主任者 | 移動 監視者 | 取扱 主任者 | 容器検査 主任者 | 保安 業務員 | 調査員     | LPガス 設備士 |
| --------------- | ------------ | --------------- | ----------- | ---------- | --------------- | ---------- | ---------- | ----------- | ----------- | ----------- | --------------- | ----------- | ---------- | ------------- |
| 保有資格        | 保有資格     | 保安技術 管理者 | 保安 主任者 | 保安 係員  | 冷凍保安 責任者 | LPガス以外 | LPガス     | 業務 主任者 | 移動 監視者 | 取扱 主任者 | 容器検査 主任者 | 保安 業務員 | 調査員     | LPガス 設備士 |
| 化学 責任者     | 甲種         | 〇              | 〇          | 〇         | ×               | 〇         | 〇         | ×           | 〇          | 〇          | 〇              | 〇          | 〇         | ×             |
| 化学 責任者     | 乙種         | △               | 〇          | 〇         | ×               | 〇         | 〇         | ×           | 〇          | 〇          | 〇              | 〇          | 〇         | ×             |
| 化学 責任者     | 丙種液石     | △               | △           | △          | ×               | ×          | 〇         | ×           | 〇          | 〇          | 〇              | 〇          | 〇         | ×             |
| 化学 責任者     | 丙種特別     | ×               | ×           | 〇         | ×               | ×          | ×          | ×           | 〇          | 〇          | 〇              | 〇          | 〇         | ×             |
| 機械 責任者     | 甲種         | 〇              | 〇          | 〇         | ×               | 〇         | 〇         | ×           | 〇          | 〇          | 〇              | 〇          | 〇         | ×             |
| 機械 責任者     | 乙種         | △               | 〇          | 〇         | ×               | 〇         | 〇         | ×           | 〇          | 〇          | 〇              | 〇          | 〇         | ×             |
| 冷凍機械 責任者 | 第一種       | ×               | ×           | ×          | 〇              | ×          | ×          | ×           | ×           | ×           | ×               | ×           | ×          | ×             |
| 冷凍機械 責任者 | 第二種       | ×               | ×           | ×          | △               | ×          | ×          | ×           | ×           | ×           | ×               | ×           | ×          | ×             |
| 冷凍機械 責任者 | 第三種       | ×               | ×           | ×          | △               | ×          | ×          | ×           | ×           | ×           | ×               | ×           | ×          | ×             |
| 販売 主任者     | 第一種       | ×               | ×           | ×          | ×               | 〇         | ×          | ×           | ×           | △           | ×               | 〇          | 〇         | ×             |
| 販売 主任者     | 第二種       | ×               | ×           | ×          | ×               | ×          | 〇         | 〇          | ×           | ×           | ×               | 〇          | 〇         | ×             |
| LPガス設備士    | LPガス設備士 | ×               | ×           | ×          | ×               | ×          | ×          | ×           | ×           | ×           | ×               | 〇          | 〇         | 〇            |

## 試験
高圧ガス製造保安責任者免状は、高圧ガス製造保安責任者試験（国家試験）に合格した者でなければ、その交付を受けることができない（高圧ガス保安法第29条第3項）。試験は経済産業大臣及び47都道府県知事が施行（いずれも高圧ガス保安協会へ実施を委託）しており、毎年11月第二日曜日に一斉実施している。年齢・学歴・実務経験などに関係なく、受験できる。
甲種化学責任者・甲種機械責任者・第一種冷凍機械責任者試験の施行者は経済産業大臣であるため、北海道、宮城県、東京都、愛知県、大阪府、広島県、香川県、福岡県、沖縄県のみで行っており、乙種化学責任者・乙種機械責任者・丙種化学（液化石油ガス）責任者・丙種化学（特別試験科目）責任者・第二種冷凍機械責任者・第三種冷凍機械責任者試験の施行者は都道府県知事であるため、すべての都道府県で行っている。

### 講習による一部科目免除制度

#### 高圧ガス製造保安講習
国家試験を受験する前に、高圧ガス保安協会（協会）または経済産業大臣が指定する講習機関が実施する高圧ガス製造保安講習を受け、その検定試験に合格（=講習を修了）することで、国家試験において「学識」と「保安管理技術」科目について免除を受けられる制度がある。
実際には、大臣指定講習機関は存在していないため、協会のみが開講している。

##### 内容
講習内容は「学識」、「保安管理技術」、「法令」それぞれ7時間（第三種冷凍機械は「保安管理技術」14時間、「法令」7時間）、オンラインでの動画視聴の形式で講義で行う。受講期間は約3週間。検定試験は「学識」と「保安管理技術」の2科目（第三種冷凍機械は「保安管理技術」1科目）のみ行う。「法令」については検定試験の対象科目ではないが、規定による一部免除を受けた部分を除く全ての講義を受けないと、後日行われる検定試験の受検資格を得られない。

##### 日程
- 甲種化学講習、甲種機械講習、第一種冷凍機械講習 - 年1回 4〜5月
- 乙種化学講習、乙種機械講習 - 年2回 2月頃及び5月頃
- 丙種化学（液化石油ガス）講習、丙種化学（特別試験科目）講習、第二種冷凍機械講習、第三種冷凍機械講習 - 年2回 2月頃及び6月頃

##### 検定試験
検定試験に合格（合格基準は各科目6割以上正答）すると、講習修了証が送付される（2月頃の講習は4月、その他の講習は8月に修了証送付）。
なお、講習修了証に有効期限はないため、修了年の国家試験に不合格または欠席、あるいは受験申請をしなかった場合も、翌年度以降の国家試験の「学識」と「保安管理技術」科目の免除を受けることができる。